# Rita Boley Bolaffio
Margherita Luzzatto, connue après son mariage sous le nom Rita Boley Bolaffio (née le 7 juin 1898 à Trieste et morte le 20 mai 1995 à New York), est une peintre et sculptrice italienne du XXe siècle. Principalement active aux États-Unis après 1939, elle joue un rôle central dans l'introduction dans ce pays des techniques de collage et de découpage.

## Biographie
Margherita Luzzatto est la fille d'Angelo Luzzatto et d'Olga Senigaglia, une famille de la communauté juive de Trieste. Après la Première Guerre mondiale, sa famille déménage à Vienne et elle étudie l'histoire de l'art auprès de Josef Hoffmann. En 1919, elle épouse l'architecte et ingénieur Oscar Bolaffio. En 1928, le couple part pour Milan où elle est l'une des premières femme jockey du pays, gagnant notamment le prix Ciglione della Malpensa en 1936.
En 1939 avec la promulgation des lois raciales fascistes, elle part pour les États-Unis où elle commence sa carrière d'artiste en empruntant les techniques de collage dérivées notamment du cubisme.